# Magura V5
Magura V5 är en typ av militär havsdrönare, ett litet självseglande fartyg som utvecklats och tillverkas i Ukraina.
Magura är en akronym för "Maritime Autonomous Guard Unmanned Robotic Apparatus". Den är ett obemannat 5,5 meter långt ytseglande örlogsfartyg för olika roller, som utvecklades i Ukraina 2022–2023. Den kan ta en last på 320 kg och är avsedd att användas för spaning, patrullering, Search and Rescue, minbekämpning och som kamikazedrönare med sprängmedel.

## Utveckling
Ukrainas parlament offentliggjorde i november 2022 att landet utvecklade en havsdrönare med en räckvidd på upp till 800 km. Fartyget presenterades för första gången på en försvarsmässa i Istanbul i Turkiet i juli 2023.

## Användning
I november 2023 angrep drönare och förstörde två landstigningsfartyg, som låg förtöjda i Tjornomorsk på östra Krim.
I februari 2024 angrep och sänkte en grupp på ungefär sex Magura V5 den ryska korvetten Ivanovets av Projekt 1241 Molnija-klass, i öppen sjö nära Donuslavsjön vid Krim.